# Rüdiger Schnuphase
Rüdiger Schnuphase (n. 23 ianuarie 1954, Werningshausen, Republica Democrată Germană, Germania) este un fotbalist german, medaliat olimpic. A participat la o ediție a Jocurilor Olimpice (1980) în care a câștigat o medalie de argint.